# Alexeevca (Edineț)
Alexeevca è un comune della Moldavia situato nel distretto di Edineț di 731 abitanti al censimento del 2004